# Patère de Brescia
Pour les articles homonymes, voir Patère.
Patère de Brescia (mort vers 606) est un moine romain, ami et disciple de Grégoire le Grand, évêque de Brescia en Lombardie. Saint chrétien, il est fêté le 21 février.